# هانس فون اوهاین
هانس فون اوهاین (آلمانی: Hans von Ohain؛ زاده ۱۴ دسامبر ۱۹۱۱ درگذشته ۱۳ مارس ۱۹۹۸) یک فیزیک‌دان اهل آلمان بود. او نخستین سازنده و طراح موتور جت در جهان بود و موتور ساخته شده توسط او در سال ۱۹۳۷ برای نخستین بار بر روی یک هواپیما نصب شد. هاینکل ۱۷۸ نخستین هواپیمای جهان بود که با موتور توربوجت در اوت ۱۹۳۹ به پرواز درآمد. اگر چه به یقین نمی‌توان گفت اوهاین یا فرانک وایتل نخستین سازندگان موتور جت بوده‌اند؛ اما موتور ساخته شده توسط اوهاین برای نخستین بار بر روی هواپیما نصب شد و به پرواز درآمد. هانس اوهاین پس از پایان جنگ توسط نیروهای اطلاعاتی آمریکا به آن کشور انتقال یافت و در پروژه ساخت نخستین موتور جت آن کشور مشارکت فعال داست. او در سال ۱۹۹۸ در فلوریدای آمریکا درگذشت.